# Экли, Гарднер
Хью Гарднер Экли (англ. Hugh Gardner Ackley; 30 июня 1915 года, Индианаполис — 12 февраля 1988 года, Анн-Арбор, шт. Мичиган) — американский экономист.
Доктор философии (1940) Мичиганского университета; преподавал там же, с 1952 года профессор. В 1964—1968 гг. председатель совета экономических консультантов при президенте США. Член Американской академии наук и искусств (1968). Президент Американской экономической ассоциации (1982).
В 1968—1969 посол США в Италии.

## Основные произведения
- «Макроэкономическая теория» (Macroeconomic Theory, 1961);
- «Макроэкономика: теория и политика» (Macroeconomics, Theory and Policy, 1978).